# Португалия на летних Олимпийских играх 2012
Португалия на летних Олимпийских играх 2012 была представлена 77 спортсменами в 13 видах спорта.

## Медалисты

### Серебро
| Серебро |                                |                                                                     |
| №       | Спортсмены                     | Вид спорта (дисциплина)                                             |
| 1       | Фернанду Пимента Эмануэл Силва | Гребля на байдарках и каноэ (мужчины, байдарки-двойки, 1000 метров) |

## Результаты соревнований

### Академическая гребля
Мужчины
| Соревнование              | Спортсмены | Отборочная гонка | Отборочная гонка | Четвертьфинал/ Дополнительная гонка | Четвертьфинал/ Дополнительная гонка | Полуфинал | Полуфинал | Финал | Финал |
| Соревнование              | Спортсмены | Время            | Место            | Время                               | Место                               | Время     | Место     | Время | Место |
| ------------------------- | ---------- | ---------------- | ---------------- | ----------------------------------- | ----------------------------------- | --------- | --------- | ----- | ----- |
| Парные двойки, лёгкий вес |            |                  |                  |                                     |                                     |           |           |       |       |

### Бадминтон
Спортсменов — 2
Мужчины
| Соревнование     | Спортсмены    | Групповой этап | Групповой этап | Групповой этап | 1/8 финала    | 1/4 финала    | 1/2 финала    | Финал         | Финал |
| Соревнование     | Спортсмены    | 1 матч         | 2 матч         | 3 матч         | 1/8 финала    | 1/4 финала    | 1/2 финала    | Финал         | Финал |
| Соревнование     | Спортсмены    | Соперник Счёт  | Соперник Счёт  | Соперник Счёт  | Соперник Счёт | Соперник Счёт | Соперник Счёт | Соперник Счёт | Место |
| ---------------- | ------------- | -------------- | -------------- | -------------- | ------------- | ------------- | ------------- | ------------- | ----- |
| Одиночный разряд | Педру Мартинш |                |                |                |               |               |               |               |       |

Женщины
| Соревнование     | Спортсмены    | Групповой этап | Групповой этап | Групповой этап | 1/8 финала    | 1/4 финала    | 1/2 финала    | Финал         | Финал |
| Соревнование     | Спортсмены    | 1 матч         | 2 матч         | 3 матч         | 1/8 финала    | 1/4 финала    | 1/2 финала    | Финал         | Финал |
| Соревнование     | Спортсмены    | Соперник Счёт  | Соперник Счёт  | Соперник Счёт  | Соперник Счёт | Соперник Счёт | Соперник Счёт | Соперник Счёт | Место |
| ---------------- | ------------- | -------------- | -------------- | -------------- | ------------- | ------------- | ------------- | ------------- | ----- |
| Одиночный разряд | Тельма Сантуш |                |                |                |               |               |               |               |       |

### Конный спорт
Спортсменов — 1

#### Конкур
В каждом из раундов спортсменам необходимо было пройти дистанцию с разным количеством препятствий и разным лимитом времени. За каждое сбитое препятствие спортсмену начислялось 4 штрафных балла, за превышение лимита времени 1 штрафное очко (за каждые 5 секунд).
| Соревнование              | Спортсмены              | Квалификация | Квалификация | Квалификация | Квалификация | Квалификация | Квалификация | Квалификация | Квалификация | Финал   | Финал   | Финал   | Финал | Финал |
| Соревнование              | Спортсмены              | 1 раунд      | 1 раунд      | 2 раунд      | Всего        | Всего        | 3 раунд      | Всего        | Всего        | Финал A | Финал A | Финал B | Всего | Всего |
| Соревнование              | Спортсмены              | Штраф        | Место        | Штраф        | Штраф        | Место        | Штраф        | Штраф        | Место        | Штраф   | Место   | Штраф   | Штраф | Место |
| ------------------------- | ----------------------- | ------------ | ------------ | ------------ | ------------ | ------------ | ------------ | ------------ | ------------ | ------- | ------- | ------- | ----- | ----- |
| Индивидуальное первенство | Лусиана Диниш на Lennox | 8            | 60 (Q)       | 0            | 8            | 31 (Q)       | 4            | 12           | 26 (Q)       | 1       | 7 (Q)   | 9       | 10    | 17    |

### Настольный теннис
Спортсменов — 1
Соревнования по настольному теннису проходили по системе плей-офф. Каждый матч продолжался до тех пор, пока один из теннисистов не выигрывал 4 партии. Сильнейшие 16 спортсменов начинали соревнования с третьего раунда, следующие 16 по рейтингу стартовали со второго раунда. 
Мужчины
| Соревнование     | Спортсмены         | Квалификация       | Первый раунд       | Второй раунд                 | Третий раунд              | 1/8 финала           | Четвертьфинал        | Полуфинал            | Финал                | Место |
| Соревнование     | Спортсмены         | Соперник Результат | Соперник Результат | Соперник Результат           | Соперник Результат        | Соперник Результат   | Соперник Результат   | Соперник Результат   | Соперник Результат   | Место |
| ---------------- | ------------------ | ------------------ | ------------------ | ---------------------------- | ------------------------- | -------------------- | -------------------- | -------------------- | -------------------- | ----- |
| Одиночный разряд | Лю Сун (17)        | Не участвовал      | Не участвовал      | Линь Цзю (DOM) (43) В 4:0    | О Сан Ын (KOR) (11) П 0:4 | Завершил выступление | Завершил выступление | Завершил выступление | Завершил выступление | 17    |
| Одиночный разряд | Жуан Монтейру (22) | Не участвовал      | Не участвовал      | У. Хензелль (AUS) (51) П 2:4 | Завершил выступление      | Завершил выступление | Завершил выступление | Завершил выступление | Завершил выступление | 33    |

### Парусный спорт
Спортсменов — 13
Соревнования по парусному спорту в каждом из классов состояли из 10 гонок, за исключением класса 49er, где проводилось 15 заездов. В каждой гонке спортсмены стартовали одновременно. Победителем каждой из гонок становился экипаж, первым пересекший финишную черту. Количество очков, идущих в общий зачёт, соответствовало занятому командой месту. 10 лучших экипажей по результатам 10 гонок попадали в медальную гонку, результаты которой также шли в общий зачёт. В случае если участник соревнований не смог завершить гонку ему начислялось количество очков, равное количеству участников плюс один. При итоговом подсчёте очков не учитывался худший результат, показанный экипажем в одной из гонок. Сборная, набравшая наименьшее количество очков, становится олимпийским чемпионом.
Мужчины
| Класс | Спортсмены    | Гонка | Гонка | Гонка | Гонка | Гонка | Гонка | Гонка | Гонка | Гонка | Гонка | Гонка         | Очки | Место |
| Класс | Спортсмены    | 1     | 2     | 3     | 4     | 5     | 6     | 7     | 8     | 9     | 10    | M             | Очки | Место |
| ----- | ------------- | ----- | ----- | ----- | ----- | ----- | ----- | ----- | ----- | ----- | ----- | ------------- | ---- | ----- |
| RS:X  | Жуан Родригеш | 20    | 16    | 9     | 11    | 23    | 7     | 25    | 22    | 20    | 3     | Не участвовал | 131  | 14    |
| 470   |               |       |       |       |       |       |       |       |       |       |       |               |      |       |
| Лазер |               |       |       |       |       |       |       |       |       |       |       |               |      |       |
| Финн  |               |       |       |       |       |       |       |       |       |       |       |               |      |       |

Женщины
| Класс        | Спортсмены | Гонка | Гонка | Гонка | Гонка | Гонка | Гонка | Гонка | Гонка | Гонка | Гонка | Гонка | Очки | Место |
| Класс        | Спортсмены | 1     | 2     | 3     | 4     | 5     | 6     | 7     | 8     | 9     | 10    | M     | Очки | Место |
| ------------ | ---------- | ----- | ----- | ----- | ----- | ----- | ----- | ----- | ----- | ----- | ----- | ----- | ---- | ----- |
| RS:X         |            |       |       |       |       |       |       |       |       |       |       |       |      |       |
| Лазер Радиал |            |       |       |       |       |       |       |       |       |       |       |       |      |       |

Эллиот
В классе Эллиот соревнованлись 12 экипажей, которые на предварительном раунде в матчевых поединках встречались каждый с каждым. Восемь лучших экипажей выходили в плей-офф, где по олимпийской системе определяли тройку призёров соревнований.
| Класс  | Спортсмены | Матчи | Матчи | Матчи | Матчи | Матчи | Матчи | Матчи | Матчи | Матчи | Матчи | Матчи | Матчи      | Матчи      | Матчи | Место |
| Класс  | Спортсмены | 1     | 2     | 3     | 4     | 5     | 6     | 7     | 8     | 9     | 10    | 11    | 1/4 финала | 1/2 финала | Финал | Место |
| ------ | ---------- | ----- | ----- | ----- | ----- | ----- | ----- | ----- | ----- | ----- | ----- | ----- | ---------- | ---------- | ----- | ----- |
| Эллиот |            |       |       |       |       |       |       |       |       |       |       |       |            |            |       |       |

Открытый класс
| Класс | Спортсмены | Гонка | Гонка | Гонка | Гонка | Гонка | Гонка | Гонка | Гонка | Гонка | Гонка | Гонка | Гонка | Гонка | Гонка | Гонка | Гонка | Очки | Место |
| Класс | Спортсмены | 1     | 2     | 3     | 4     | 5     | 6     | 7     | 8     | 9     | 10    | 11    | 12    | 13    | 14    | 15    | M     | Очки | Место |
| ----- | ---------- | ----- | ----- | ----- | ----- | ----- | ----- | ----- | ----- | ----- | ----- | ----- | ----- | ----- | ----- | ----- | ----- | ---- | ----- |
| 49er  |            |       |       |       |       |       |       |       |       |       |       |       |       |       |       |       |       |      |       |

Использованы следующие сокращения:
- M — медальная гонка

### Стрельба
Мужчины
| Соревнование                       | Спортсмены | Квалификация | Квалификация | Финал | Всего     | Всего |
| Соревнование                       | Спортсмены | Результат    | Место        | Финал | Результат | Место |
| ---------------------------------- | ---------- | ------------ | ------------ | ----- | --------- | ----- |
| Пневматический пистолет, 10 метров |            |              |              |       |           |       |
|                                    |            |              |              |       |           |       |

### Триатлон
Соревнования в триатлоне состояли из 3 этапов - плавание (1,5 км), велоспорт (40 км), бег (10 км).
Мужчины
| Соревнование | Спортсмены | Плавание | Смена | Велоспорт | Смена | Бег   | Итоговое время | Место | Отставание |
| ------------ | ---------- | -------- | ----- | --------- | ----- | ----- | -------------- | ----- | ---------- |
| Мужчины      | Жуан Силва | 17:22    | 0:36  | 58:54     | 0:26  | 30:33 | 1:47:51        | 9     | +1:26      |